# Charlotte Uhrig
Charlotte Uhrig, geborene Kirst (* 26. Februar 1907 in Berlin; † 17. Oktober 1992 ebenda) war eine deutsche Widerstandskämpferin gegen den Nationalsozialismus und Ehefrau des 1944 hingerichteten kommunistischen Widerstandskämpfers Robert Uhrig.

## Leben
Über Charlotte Uhrigs Kindheit und Jugend ist wenig bekannt. Sie war Mitglied der Sozialistischen Arbeiter-Jugend (SAJ) und ab 1926 in der SPD. Von 1928 bis 1933 arbeitete sie als Sekretärin in der Reichstagsfraktion, unter anderem für Rudolf Breitscheid. Während der Zeit des Nationalsozialismus hatte sie Kontakte zu Widerstandsgruppen, unter anderem zur Europäischen Union, und beteiligte sich an Unterstützungsaktionen für Angehörige von Inhaftierten.
1940 heiratete sie Robert Uhrig, für ihn war es die zweite Ehe. Charlotte Uhrig unterstützte ihren Mann bei seinen Aktivitäten im Widerstand gegen den Nationalsozialismus. Sie nutzte ihre vorhandenen Verbindungen und vermittelte Kontakte zu anderen Widerständigen, zum Beispiel zwischen Hilde Seigewasser (1906–1945), deren Mann Hans Seigewasser in einem Konzentrationslager saß, und der Uhrig-Römer-Gruppe.
1941 beschaffte Uhrig geheime Unterlagen über die deutsche Rüstungsproduktion, die ihr Mann der sowjetischen Botschaft übermittelte. Sie wurde am 5. September 1943 verhaftet und saß die Untersuchungshaft im Gerichtsgefängnis Brandenburg/Havel ab. Sie wurde zwar am 17. April 1944 vom Volksgerichtshof freigesprochen, da ihr keine Widerstandstätigkeit nachgewiesen werden konnte, wurde aber von Juni 1944 bis zur Befreiung Ende April 1945 im Frauenkonzentrationslager Ravensbrück festgehalten. Ihre Mitstreiterinnen Elfriede Tygör und Charlotte Eisenblätter wurden am 25. August 1944 im Strafgefängnis Berlin-Plötzensee gemeinsam mit weiteren Mitgliedern der Uhrig-Römer-Gruppe hingerichtet.
Unmittelbar danach kehrte Uhrig nach Berlin-Schöneberg zurück. Unter ihrer Leitung entstand in Folge einer Frauenversammlung im Bezirk im Mai 1945 ein antifaschistischer Frauenausschuss. Diesen leitete sie bis 1946 und siedelte anschließend in den sowjetischen Sektor über. Dort arbeitete sie zunächst in der Deutschen Verwaltung des Innern. Sie engagierte sich im Freundeskreis Ravensbrück. Anfang der 1990er Jahre, kurz vor ihrem Tod am 17. Oktober 1992, übergab sie ihren und Robert Uhrigs schriftlichen Nachlass dem Zentralen Parteiarchiv der SED und trug zur Aufarbeitung der Geschichte der Uhrig-Römer-Gruppe bei.
Bestattet wurde Charlotte Uhrig auf einem Friedhof in Berlin-Pankow. Auf dem Grabstein wurde auch der Name ihres Mannes eingraviert. Das Grab ist heute nicht mehr auffindbar.
Am 1. Dezember 2022 lehnte der Kulturausschuss der Bezirksverordnetenversammlung Tempelhof-Schöneberg den Antrag der Fraktion Die Linke ab, am ehemaligen Wohnhaus von Robert und Charlotte Uhrig in der Wartburgstraße neben der vorhandenen Gedenktafel für ihren Mann eine Gedenktafel für Charlotte Uhrig anzubringen. Der Antrag war in Absprache mit der Vereinigung der Verfolgten des Naziregimes (VVN-BdA) eingebracht worden. Als entscheidender Grund für die Ablehnung wurde angegeben, „dass Uhrig nach Ost-Berlin übersiedelte und dort als Verwaltungsangestellte und politische Mitarbeiterin im DDR-Staatsapparat arbeitete“.

## Auszeichnungen
- Vaterländischer Verdienstorden in Gold (1972)[1]